# Vardenafilo
Vardenafilo es un inhibidor de la fosfodiesterasa-5 (IPDE5) usado para el tratamiento de la impotencia (disfunción eréctil) comercializado por Bayer Pharmaceuticals y GlaxoSmithKline bajo los nombres Levitra, Vivanza y Staxyn.

## Historia
Vardenafilo fue comercializado en 2003 por Bayer Pharmaceuticals y GlaxoSmithKline  bajo el nombre de Levitra. Tras su puesta a la venta logró obtener una importante cuota de mercado frente a Viagra, la primera píldora para tratar la disfunción eréctil, producida por Pfizer, y Cialis, de Eli Lilly and Company. En 2005, los derechos de copromoción de GSK sobre Levitra volvieron a Bayer en muchos mercados fuera de Estados Unidos. Ambas compañías venden el producto en Italia: Bayer como Levitra y GSK bajo el nombre de Vivanza.
En 2010 se aprobó en los Estados Unidos una nueva formulación oralmente soluble de Levitra , vendida como Staxyn. Al año siguiente, Staxyn se introdujo también en Canadá. En Europa se comercializa como Levitra-Orodispersable.

## Uso clínico

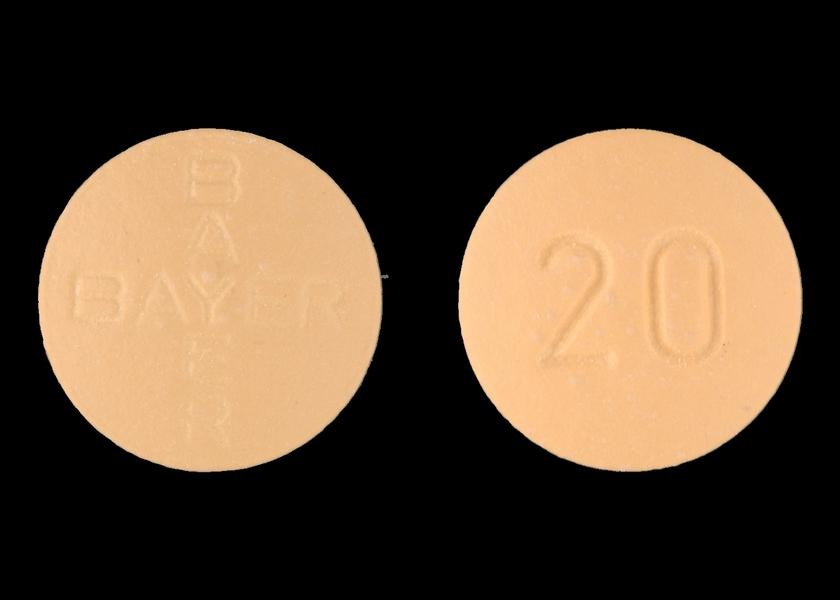
Comprimidos de Levitra 20 mg

El vardenafilo actúa mediante la inihibición de la fosfodiesterasa 5 (PDE5), que es la enzima responsable de la degradación del ácido nucleico  GMPc. Al aumentar la concentración de esta molécula, provoca la relajación del músculo liso y el aflujo de sangre al cuerpo cavernoso del pene.
Las indicaciones del vardenafilo y sus contraindicaciones son las mismas que las de otros inhibidores de la fosfodiesterasa 5, teniendo características muy similares al citrato de sildenafilo (Viagra) y al tadalafilo (Cialis). Estructuralmente, la diferencia entre la molécula del vardenafilo y la del citrato de sildenafilo es un distinta posición del átomo de nitrógeno y el cambio del anillo del grupo metílico de la piperazina a un grupo etílico. El tadalafilo es estructuralmente diferente a nivel químico de los dos anteriores. El corto espacio de tiempo necesario para el inicio de su efecto es significativamente diferente de sildenafilo, que tarda más en comenzar su efecto clínico.
Además de usarse para tratar la disfunción eréctil, el vardenafilo también puede prevenir la eyaculación precoz.

### Efectos secundarios e interacciones
La reacciones adversas más comunes son las mismas que con otros inhibidores de la PDE5. Las más frecuentes son el dolor de cabeza y las náuseas, y las más infrecuentes el dolor abdominal, dolor de espalda, fotosensibilidad, visión anormal, dolor ocular, edema o enrojecimiento facial, palpitaciones, taquicardia, mialgia y  sarpullido.
La droga ha llegado a causar priapismo, que puede desembocar en la impotencia permanente.
En octubre de 2007, la Food and Drug Administration (FDA) anunció casos de posibles sorderas causadas por el medicamento vardenafilo junto a los restantes inhibidores PDE5.
El vardenafilo, al igual que otros inhibidores de la PDE5, no debe ser utilizado junto con nitratos usados para problemas cardíacos, porque la combinación de ambos medicamento puede provocar bajadas considerables de la presión arterial, desmayos y, en algunos casos, hasta la muerte.

### Dosis
El medicamento está disponible en dosis de 2,5, 5, 10 y 20 mg. La dosis habitual de inicio es de 10 mg, equivalente a unos 50 mg de sildenafilo o Viagra. El vardenafilo puede ser tomado 1 o 2 horas antes del comienzo de la actividad sexual, si bien lo normal es que sea efectivo a partir de 30-45 minutos después de la ingesta con el estómago vacío.  Se recomienda tomar una dosis única diaria.